# کیوآر کد

توضیحات بخش‌های مختلف یک کد پاسخ سریع

رمزینهٔ پاسخ سریع (QR_code) (به انگلیسی: Quick Response Code) یا کیوآر کد (به انگلیسی: QR code) یک رمزینه ماتریسی (یا بارکد دوبُعدی) است که می‌توان آن را با پویندههای کیوآر، تلفن همراه دوربین‌دار و تلفن هوشمند بازخوانی کرد. این کیوآر دربردارندهٔ چیدمانی از نقطه‌های مربع‌شکل سیاه‌رنگ (با نام ماژول) بر روی زمینهٔ سفید است. دادهٔ نهفته می‌تواند نوشته، نشانی وب، پیامک، شماره تلفن، اطلاعات کارت ویزیت یا دادهٔ دیگری باشد.
این رمز توسط یکی از شرکت‌های زیرمجموعه صنایع خودروسازی تویوتا ژاپن به نام کابوشیکی-گایشا دنسو و به رهبری آقای ماساهیرو هارا (Masahiro Hara) در سال ۱۹۹۴ میلادی اختراع و مورد استفاده قرار گرفت. نیاز به نوعی رمز که درونمایه آن با شتاب زیاد رمزگشایی شود، انگیزه اصلی این شرکت برای سرمایه‌گذاری در تحقیق و اختراع و توسعه این نوع رمز بوده است. در حال حاضر استفاده از این نوع رمز در ژاپن بسیار فراگیر است و بیشترین کاربرد را میان رمزهای میله‌ای دوبُعدی دارد. پس از آنکه کشورهای انگلیسی زبان از سال ۱۹۹۷ شروع به استفاده از این نوع رمز کردند نام "QR" کوتاه شده "Quick Response" یه معنی (پاسخ سریع) را برای آن انتخاب نمودند و به همین نام در سازمان‌های بین‌المللی آن را به ثبت رساندند.
در اوایل پیدایش کیو آر کد کسی به فکر استفاده از آن برای اهداف اطلاع‌رسانی و تبلیغات نبود، ولی کم‌کم جای خود را در این فضا باز کرد و پس از مدتی برای افزایش قابلیت‌های آن نوع داینامیک یا پویا ابداع شد، این نوع کیو آر کد دارای محتوای یک لینک کوتاه است که به یک صفحه محتوایی موبایلی عادی یا پرشتاب منتهی می‌شود و می‌تواند با حجم بیشتر و به صورت چند رسانه ای اطلاعات را به مخاطبان ارائه دهد. نوع پیشرفته کیوآرکدها کیوآرگرافی می‌باشد که هم از بعد ظاهری و هم از بعد محتوایی دارای قابلیت‌های ویژه ای برای تبلیغات، اطلاع‌رسانی و سایر کاربردها می‌باشد.

## کاربردها و روش استفاده و اسکن کدهای QR
با وجودی که برای بار نخست به منظور ردیابی قطعات در صنایع تولید خودرو مورد استفاده واقع شد، کدهای QR در زمینه‌های بسیار بیشتری استفاده می‌شود؛ شامل کاربردهای ردیابی تجاری و کاربردهای راحت سازی در تلفن همراه کاربران (که به mobile tagging شناخته می‌شوند)
QR آدرس‌هایی را که در نشریات، آهنگها، اتوبوس‌ها، کارت تبلیغات، یا هر چیزی که کاربران نیاز به دانستن اطلاعات در مورد آن داشتند کد می‌کند. کاربرانی که به تلفن دوربین‌دار دارای برنامه کامپیوتری خواننده (reader) صحیح باشند می‌تواند تصویر کد QR را برداشت می‌کند و باعث می‌شود که مرورگر تلفن اجرا شده و به URL مورد نظر منتقل شویم. ارتباط دادن بین اشیاء دنیای فیزیکی با hardlink یا فرامتن دنیای فیزیکی شناخته می‌شود. سیستم تلفن همراه گوگل به نام اندروید بر روی برخی مدل‌هایش با استفاده از بارکد خوان (ZXing) داخلی خود استفاده از QR را پشتیبانی می‌کند و همچنین مرورگر آن تغییر مسیر (Uniform Resource Identifier(URI را پشتیبانی می‌کند که به کدهای QR اجازه می‌دهد متادیتا را به برنامه‌های موجود بر روی گوشی بفرستد. سیستم‌عامل سیمبیان شرکت نوکیا به بارکدخوان مجهز شده است، که آن را قادر می‌سازد کدهای QR را بخواند. همچنین در تلفن‌های همراه اپل (آیفون با سیستم عامل ios) فقط کافیست دوربین تلفن همراه خود را روشن کرده و روی کیوآرکد مورد نظر خود بگیرید تا آن را اسکن کرده و محتوای آن را نمایش دهد.

## استانداردها

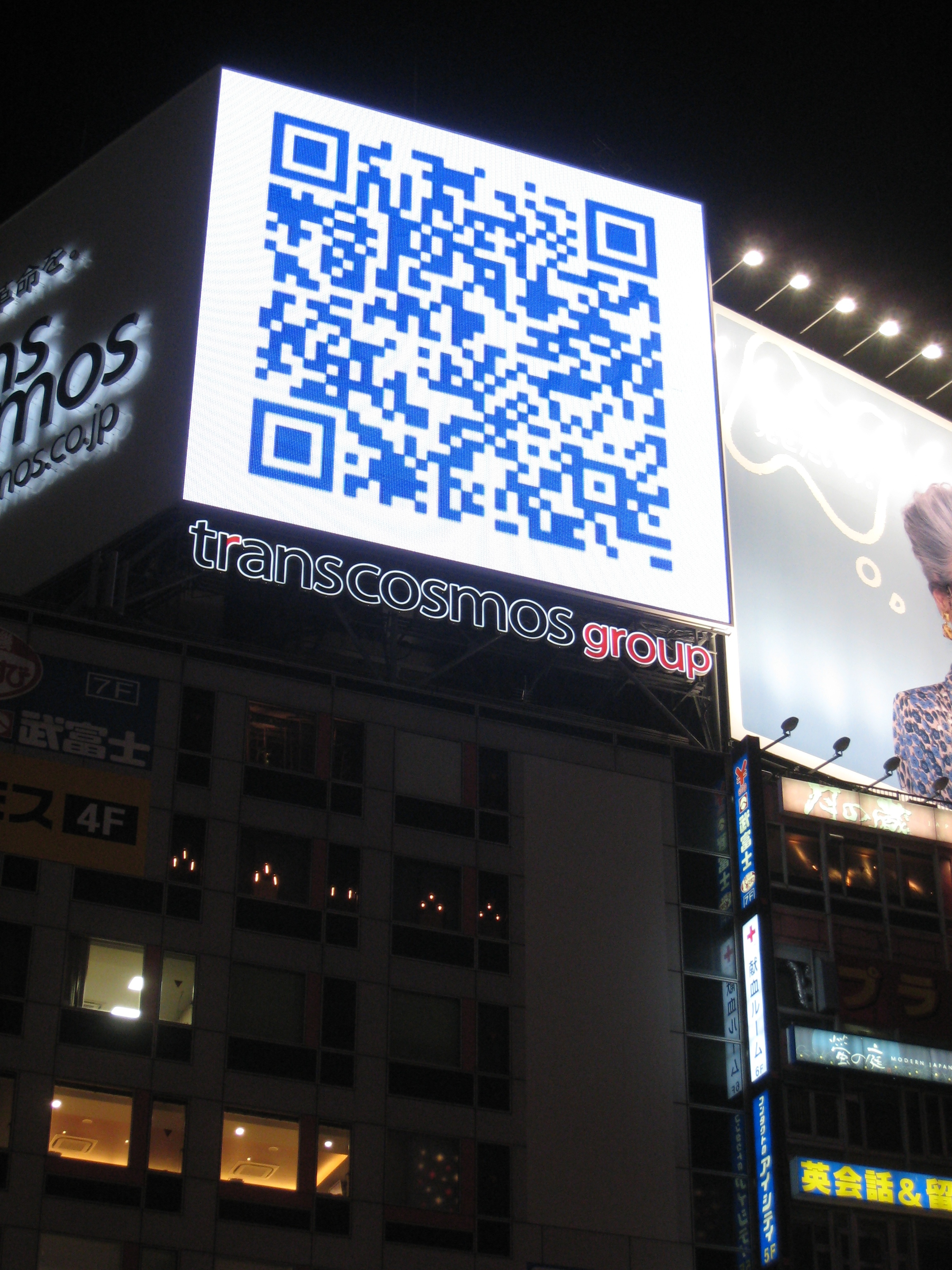
یک QR کد غول‌پیکر جهت برداشت آدرس وب‌سایت با تلفن همراه.

مدارک استاندارد زیادی وجود دارد که کدکردن فیزیکی کُد QR را پوشش می‌دهد:
- اکتبر ۱۹۹۷ — AIM International[۴]
- ژانویه ۱۹۹۹ — JIS X 0510
- ژوئن ۲۰۰۰ — ISO/IEC 18004:2000 Information technology — Automatic identification and data capture techniques — Bar code symbology — QR Code (در حال حاضر معلق است) نشانه کد QR مُد ۱ و مُد ۲ را تعریف می‌کند.
- 1 September 2006 — ISO/IEC 18004:2006 Information technology — Automatic identification and data capture techniques — QR Code 2005 bar code symbology specification

نشان‌های کد QR ۲۰۰۵ را تعریف می‌کند، توسعه‌ای از کد QR مدل ۲. این استاندارد تعیین نمی‌کند که چگونه نشانه کد QR مدل ۲ را بخواند.
در سطح لایه کاربردی، تغییراتی بین محصولات مختلف وجود دارد. NTT docomo استانداردهای قابل پیاده‌سازی برای رمزگشایی URLها، اطلاعات تماس، و دیگر انواع داده برپا کرده‌اند. پروژه متن-باز "zxing" یک فهرست از انواع داده کد QR را شناسایی می‌کند.

## مجوز

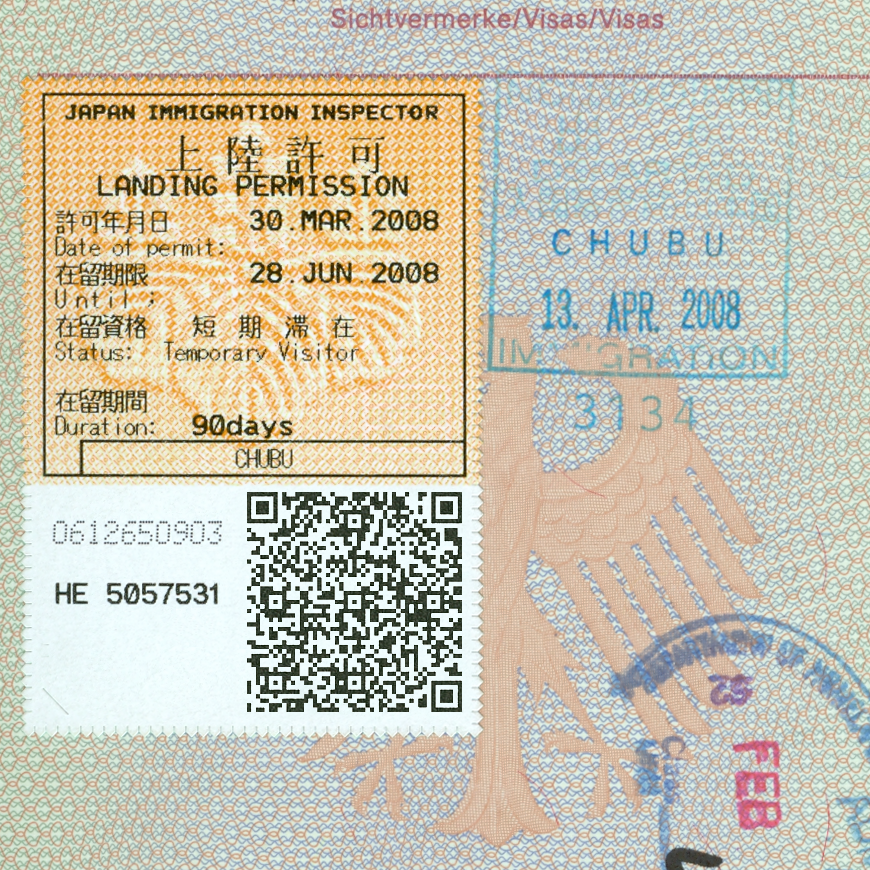
ویزای ژاپن در پاسپورت جمهوری فدرال آلمان (ناشناس)

استفاده از کد QR از دیدگاه مجوز آزاد و مجانی است. کد QR به‌طور شفاف به صورت استاندارد ISO تعریف و منتشر شده است. Denso Wave حق امتیاز کد QR را در اختیار گرفته است، ولی حق امتیاز اجرا و پیاده‌سازی آن را خیر.
لفظ  کد QR یک علامت ثبت شده از شرکت Denso Wave ی است.

## ظرفیت
عناصر اصلی نشانه، مربع‌هایی با تعداد حداقل ۲۱ × ۲۱ و حداکثر ۱۷۷ × ۱۷۷ در نشانه اصلی هستند. قسمت حاشیه‌ای (منطقه سکوت) باید حداقل دارای عرضی برابر با ۴ برابر عناصر کوچک نشانه باشند. اطلاعات بیشتر را می‌توان با در اختیار گرفتن تا ۱۶ نشانه ذخیره کرد.
| ظرفیت داده کد QR |                      |
| ---------------- | -------------------- |
| عددی خالص        | حداکثر ۷٬۰۸۹ کاراکتر |
| الفبارقمی        | حداکثر ۴٬۲۹۶ کاراکتر |
| دودویی (۸ بیتی)  | حداکثر ۲٬۹۵۳ بایت    |
| Kanji/Kana       | حداکثر ۱٬۸۱۷ کاراکتر |

| ظرفیت تصحیح خطا | ظرفیت تصحیح خطا                         |
| --------------- | --------------------------------------- |
| سطح L           | ۷٪ از کلمات کد شده قابل بازیافت هستند.  |
| سطح M           | ۱۵٪ از کلمات کد شده قابل بازیافت هستند. |
| سطح Q           | ۲۵٪ از کلمات کد شده قابل بازیافت هستند. |
| سطح H           | ۳۰٪ از کلمات کد شده قابل بازیافت هستند. |

کدهای QR از تصحیح خطای Reed–Solomon استفاده می‌کنند. مثال زیر نشان می‌دهد که کد QR چگونه با اختلال دست و پنجه نرم می‌کند. یک سری پیکسل از روی کد اصلی برداشته می‌شود یا به آن اضافه می‌گردد تا اختلال در خط مرزی آن بررسی شود. هر دو تصویر تغییر یافته به وسیله تشخیص خطای "سطح L" قابل تشخیص است. پس با اطلاعات ارائه شده می‌توانیم بگوییم که حداکثر اطلاعات قابل ذخیره‌سازی کد QR (با ۱۷۷ × ۱۷۷ عنصر و تصحیح خطای سطح L) برابر با ۲۳٬۶۲۴ بیت (۲٬۹۵۳ بایت) است برای اطلاعات الفبارقمی است.

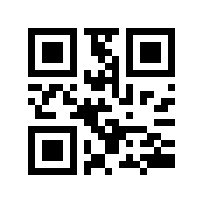
کد اصلی.
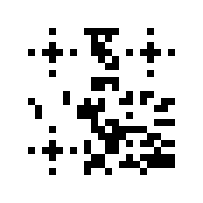
اطلاعات خارج شده‌اند.
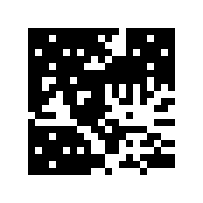
اطلاعات اضافه شده‌اند.

## تغییرات
کد QR میکرو یک نسخه شبیه کد QR استاندارد است اما برای کاربردهایی که قابلیتی کمتر از بارکد خوان‌های دستی معمولی دارد. همچنین در کد QR میکرو تفاوت زیادی وجود دارد. بهترین این کدها قابلیت نگهداری ۳۵ کاراکتر را دارد.
Design QR' یک کد QR است که بهینه‌سازی شده به صورتی که یک تصویر یا لوگو را ذخیره کند به‌طوری‌که روال تبدیل کد را سرعت ببخشد.

## کاربردها
- ایجاد پیوند انحصاری برای تارنما
- تبادل آسان اطلاعات، به‌خصوص اطلاعات متنی ساده مثل یادداشت‌ها و اطلاعات تماس
- تبلیغات
- خرید و نصب نرم‌افزار از فروشگاه‌هایی مثل گوگل پلی و اپ‌استور
- کاربرد در پزشکی:

پزشکان پس از اسکن کد QR قادر خواهند بود تا به سرعت به پرونده بیمار دسترسی داشته باشند و نوع دارو و واکسن مورد نیاز را شناسایی کنند.ا
- کاربرد هنری:

گروه پاپ بریتانیایی Pet Shop Boys از کد QR به عنوان یک کار هنری برای آهنگ بانلودی (غیر فروشی) خود با نام Integral در سال ۲۰۰۷ استفاده کردند. در کلیپ ویدئویی این آهنگ نیز از کد QR استفاده شده است. هنگامی که کد به صورت صحیح خوانده شود، کاربر به تارنمای Pet Shop Boys تغییر مسیر داده می‌شود، و سپس صفحه‌های مربوط به کارت ملی انگلیس پدیدار می‌شوند.

## سوءاستفاده و خطرات
با در نظر گرفتن توانایی‌های نرم‌افزاری دستگاه خواننده کد (مثلاً تلفن همراه) احتمال خطرهای فراوان فنی و مالی وجود دارد. از جمله مواردی پیش آمده‌اند که دستگاه خواننده، پس از دریافت داده‌های «کد کیو آر» به صورت خودکار چندین پیامک (اس‌ام‌اس) پردازشی به قیمت چندین دلار (از نوعی که دریافت‌کننده پیامک از شرکت مخابرات حق‌العمل دریافت می‌کند)، به یک سازمان روسی فرستاده یا اینکه بخشی از لیست شماره تلفن‌های کاربر با نام و مشخصات به مقصد ناشناخته‌ای ارسال گشته. خطر دیگر دریافت انواع بدافزار هاست که می‌توانند تلفن همراه را دچار مشکل جدی کنند.